# Всеукраїнський селянський з'їзд (1918)
Всеукраїнський селянський з'їзд 1918 — з'їзд, що відбувся нелегально 10–12 травня у Києві. Скликаний Українською селянською спілкою. На момент гетьманського перевороту 1918 делегати уже були обрані, проте новий уряд заборонив проведення з'їзду. Із обраних 12 тис. делегатів на з'їзд прибуло значно менше, частину їх затримано німцями та гетьманцями на під'їзді до Києва. 1-ше засідання 8 травня було розігнане, а президію та мандатну комісію заарештовано. 9–10 травня з'їзд збирався уже нелегально в Голосіївському лісі (колиш. передмістя, нині в межах Києва). Делегати оцінили гетьманську владу як самозванну, засудили втручання окупаційних військ у внутрішні справи України. З'їзд ухвалив постанову-заклик до трудового селянства. У ній заявлялося, що селянство не визнає урядування гетьмана, Україна залишається Українською Народною Республікою з усіма здобутками революції, земля не переходить у власність поміщиків, селянство організується і готується до збройного повстання. З'їзд звернувся до всіх робітничих і демократичних організацій з закликом об'єднатися з селянами для спільної боротьби з контрреволюцією.
Після з'їзду частина радикально настроєних депутатів провела нараду в Києво-Печерській лаврі. На ній було вирішено обрати координаційний комітет у складі 18 осіб (по 2 депутати від кожної губернії), повсюдно створювати селянські комітети для опору гетьманській владі. Кінцевою метою їхньої діяльності проголошувалась «організація загального повстання» проти режиму П. Скоропадського і відновлення УНР.